# Podnoszenie ciężarów na Letnich Igrzyskach Olimpijskich 2008
Zawody w podnoszeniu ciężarów na XXIX Letnich Igrzyskach Olimpijskich w Pekinie rozgrywano od 9 do 19 sierpnia. Zawodnicy rywalizowali w hali Pekińskiego Uniwersytetu Aeronautyki i Astronautyki. Mężczyźni wystartowali w 8 kategoriach wagowych (do 56, 62, 69, 77, 85, 94, 105 i powyżej 105 kg), a kobiety – w 7 (do 48, 53, 58, 63, 69, 75 i ponad 75 kg).
W 2015 roku Międzynarodowy Komitet Olimpijski zaczął powtórnie badać próbki pobrane od sportowców podczas igrzysk olimpijskich w 2008 i 2012 roku, używając nowych, niedostępnych wcześniej technik wykrywania dopingu. W efekcie zdyskwalifikowano 26 sztangistów biorących udział w zawodach w 2008 roku, w tym 16 medalistów (czterech zwycięzców: Kazach Ilja Iljin oraz Chińczycy: Cao Lei, Chen Xiexia i Liu Chunhong).

## Polacy
Wśród 253 zawodników rywalizujących w podnoszeniu ciężarów (87 kobiet, 170 mężczyzn) znaleźli się również reprezentanci Polski.
Kobiety
- Marieta Gotfryd – do 58 kg
- Marzena Karpińska – do 48 kg
- Aleksandra Klejnowska – do 58 kg
- Dominika Misterska – do 63 kg

Mężczyźni
- Bartłomiej Bonk – do 94 kg
- Marcin Dołęga – do 105 kg
- Robert Dołęga – do 105 kg
- Grzegorz Kleszcz – powyżej 105 kg
- Szymon Kołecki – do 94 kg
- Krzysztof Szramiak – do 77 kg

## Medaliści

### Kobiety
| Konkurencja                      | Złoto                            | Wynik  | Srebro         | Wynik  | Brąz                | Wynik  |
| waga musza (do 48 kg)            | Chen Wei-ling                    | 196 kg | Im Jyoung-hwa  | 196 kg | Pensiri Laosirikul  | 195 kg |
| waga piórkowa (do 53 kg)         | Prapawadee Jaroenrattanatarakoon | 221 kg | Yoon Jin-hee   | 213 kg | Raema Lisa Rumbewas | 206 kg |
| waga lekka (do 58 kg)            | Chen Yanqing                     | 244 kg | O Jong-ae      | 226 kg | Wandee Kameaim      | 226 kg |
| waga średnia (do 63 kg)          | Pak Hyon-suk                     | 241 kg | Lu Ying-chi    | 231 kg | Christine Girard    | 228 kg |
| waga lekkociężka (do 69 kg)      | Oksana Sliwienko                 | 255 kg | Leydi Solís    | 240 kg | Abir Abdulrahman    | 238 kg |
| waga ciężka (do 75 kg)           | Ałła Ważenina                    | 266 kg | Lidia Valentín | 250 kg | Damaris Aguirre     | 245 kg |
| waga superciężka (powyżej 75 kg) | Jang Mi-ran                      | 326 kg | Ele Opeloge    | 269 kg | Mariam Usman        | 265 kg |

### Mężczyźni
| Konkurencja                       | Złoto            | Wynik  | Srebro                    | Wynik  | Brąz               | Wynik  |
| waga kogucia (do 56 kg)           | Long Qingquan    | 292 kg | Hoàng Anh Tuấn            | 290 kg | Eko Yuli Irawan    | 288 kg |
| waga piórkowa (do 62 kg)          | Zhang Xiangxiang | 319 kg | Diego Salazar             | 305 kg | Triyatno           | 298 kg |
| waga lekka (do 69 kg)             | Liao Hui         | 348 kg | Vencelas Dabaya           | 338 kg | Yordanis Borrero   | 328 kg |
| waga średnia (do 77 kg)           | Sa Jae-hyouk     | 366 kg | Li Hongli                 | 366 kg | Gework Dawtian     | 360 kg |
| waga lekkociężka (do 85 kg)       | Lu Yong          | 394 kg | Tigran Wardan Martirosjan | 380 kg | Jadier Valladares  | 372 kg |
| waga półciężka (do 94 kg)         | Szymon Kołecki   | 403 kg | Arsen Kasabijew           | 399 kg | Yoandry Hernández  | 393 kg |
| waga ciężka (do 105 kg)           | Andrej Aramnau   | 436 kg | Dmitrij Kłokow            | 423 kg | Marcin Dołęga      | 420 kg |
| waga superciężka (powyżej 105 kg) | Matthias Steiner | 461 kg | Jewgienij Czigiszew       | 460 kg | Viktors Ščerbatihs | 448 kg |